# نقار الخشب المشعر
نقار الخشب المشعر (Leuconotopicus villosus)، هو طائر من فصيلة نقار الخشب يتبع جنس(Leuconotopicus)، متوسط الحجم يتواجد في أمريكا الشمالية ومناطق أخرى من العالم، يقدر عدد نقار الخشب المشعر في عام 2020 بحوالي تسعة ملايين، وقد تم إدراج نقار الخشب المشعر من قبل الاتحاد الدولي للحفاظ على الطبيعة بإعتباره من الأنواع الأقل إثارة للقلق.

## الوصف
تم وصف نقار الخشب المشعر وتوضيحه بلوحة ملونة يدويًا من قبل عالم الطبيعة الإنجليزي مارك كاتيسبي في كتابه التاريخ الطبيعي لكارولينا وفلوريدا وجزر الباهاما والذي نُشر بين عامي 1729 و1732.
يكون لون البالغين بشكل أساسي أسود في الأجزاء العلوية والأجنحة، مع ظهر أبيض أو شاحب وبقع بيضاء على الأجنحة، يختلف لون الحلق والبطن من الأبيض إلى البني الداكن حسب الأنواع الفرعية، يوجد شريط أبيض فوق العين وواحد أسفلها، لديهم ذيل أسود مع ريش خارجي أبيض، لدى الذكور البالغين رقعة حمراء أو بقعتان جنبًا إلى جنب على الجزء الخلفي من الرأس، الذكور الأحداث لديهم لون أحمر أو نادرًا ما يكون أحمر برتقالي على التاج.
يبلغ طول نقار الخشب المشعر 18-26 سم، وطول جناحيه 33-43 سم.

## الموطن
يسكن نقار الخشب المشعر الغابات الناضجة، في جزر البهاما، كندا، كوستاريكا، السلفادور، غواتيمالا، هندوراس، المكسيك، نيكاراغو، بنما، سان بيير وميكلون، والولايات المتحدة، وهي منتشرة إلى بورتوريكو وجزر تركس وكايكوس، تقوم أزواج التزاوج بحفر حفرة في الشجرة، حيث تضع في المتوسط أربع بيضات بيضاء.
معظم هذه الطيور مقيمة بشكل دائم، وقد تهاجر الطيور في أقصى الشمال إلى الجنوب، وقد تنتقل الطيور في المناطق الجبلية إلى إرتفاعات أقل.

## السلوك والبيئة
تتغذى هذه الطيور على الأشجار، وغالبًا ما تقلب اللحاء أو تحفر للكشف عن الحشرات، يأكلون الحشرات بشكل رئيسي، ولكنهم يأكلون أيضًا الفواكه والتوت والمكسرات، وكذلك عصارة الأشجار في بعض الأحيان، فهو مفترس لحفار الذرة الأوروبي، وهي الفراشة التي تكلف الصناعة الزراعية في الولايات المتحدة أكثر من مليار دولار سنويا في خسائر المحاصيل والسيطرة على السكان. 

## الصور

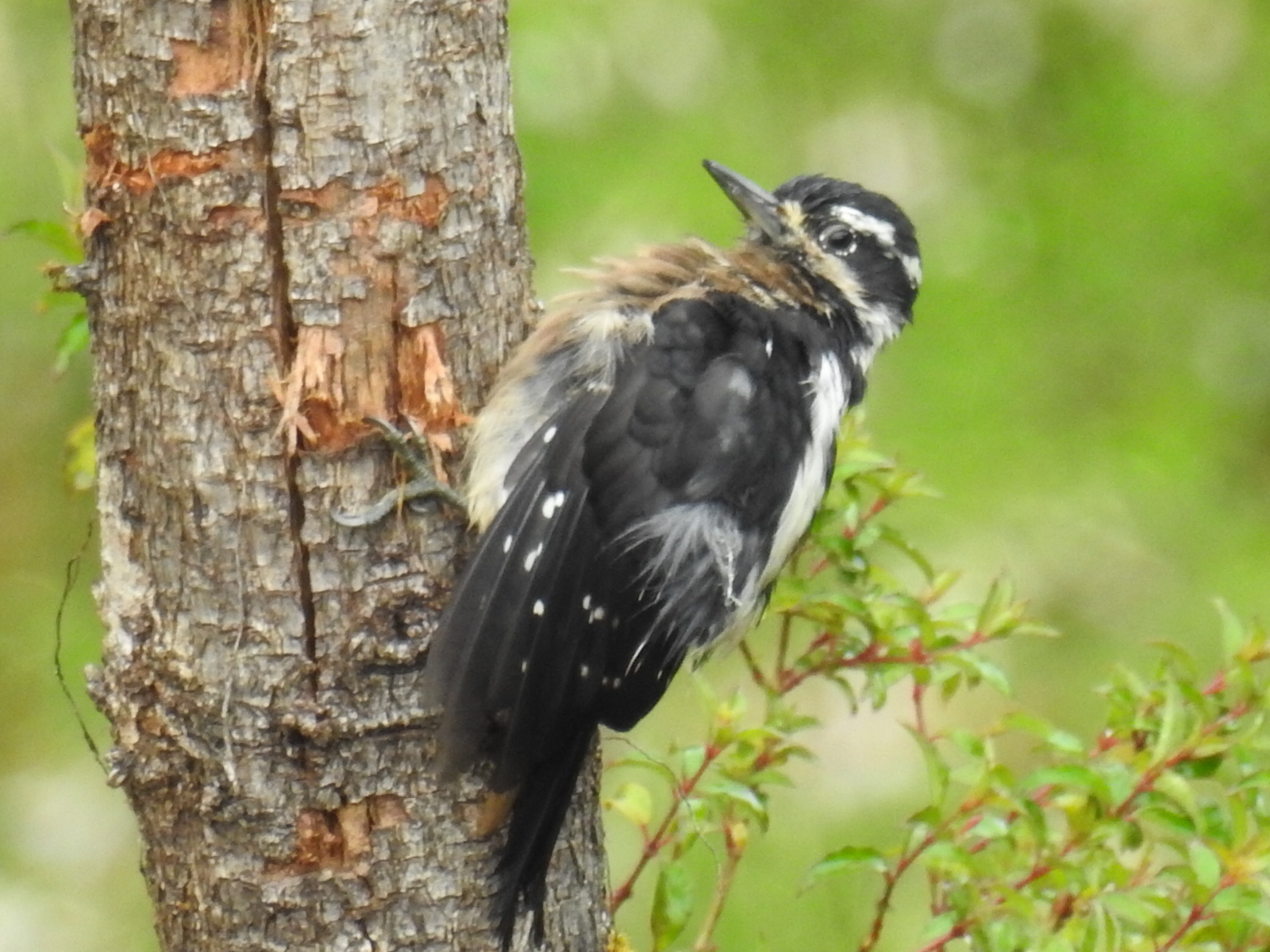
نقار خشب كورستاريكي
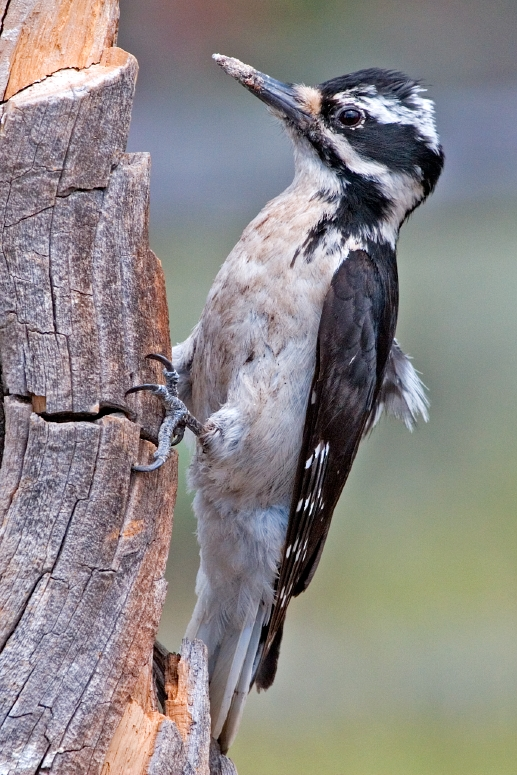
نقار خشب مشعر أنثى
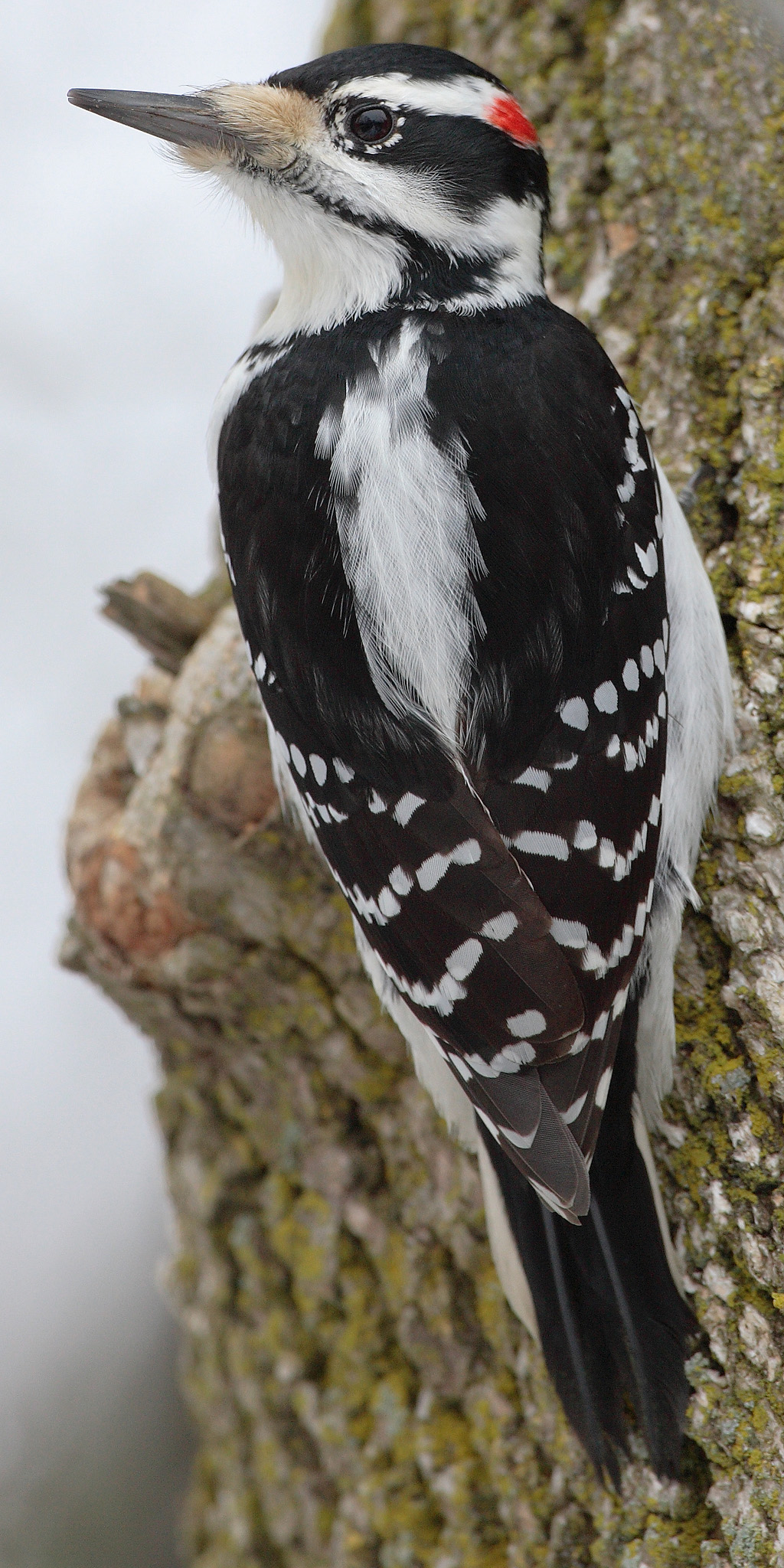
نقار خشب مشعر ذكر
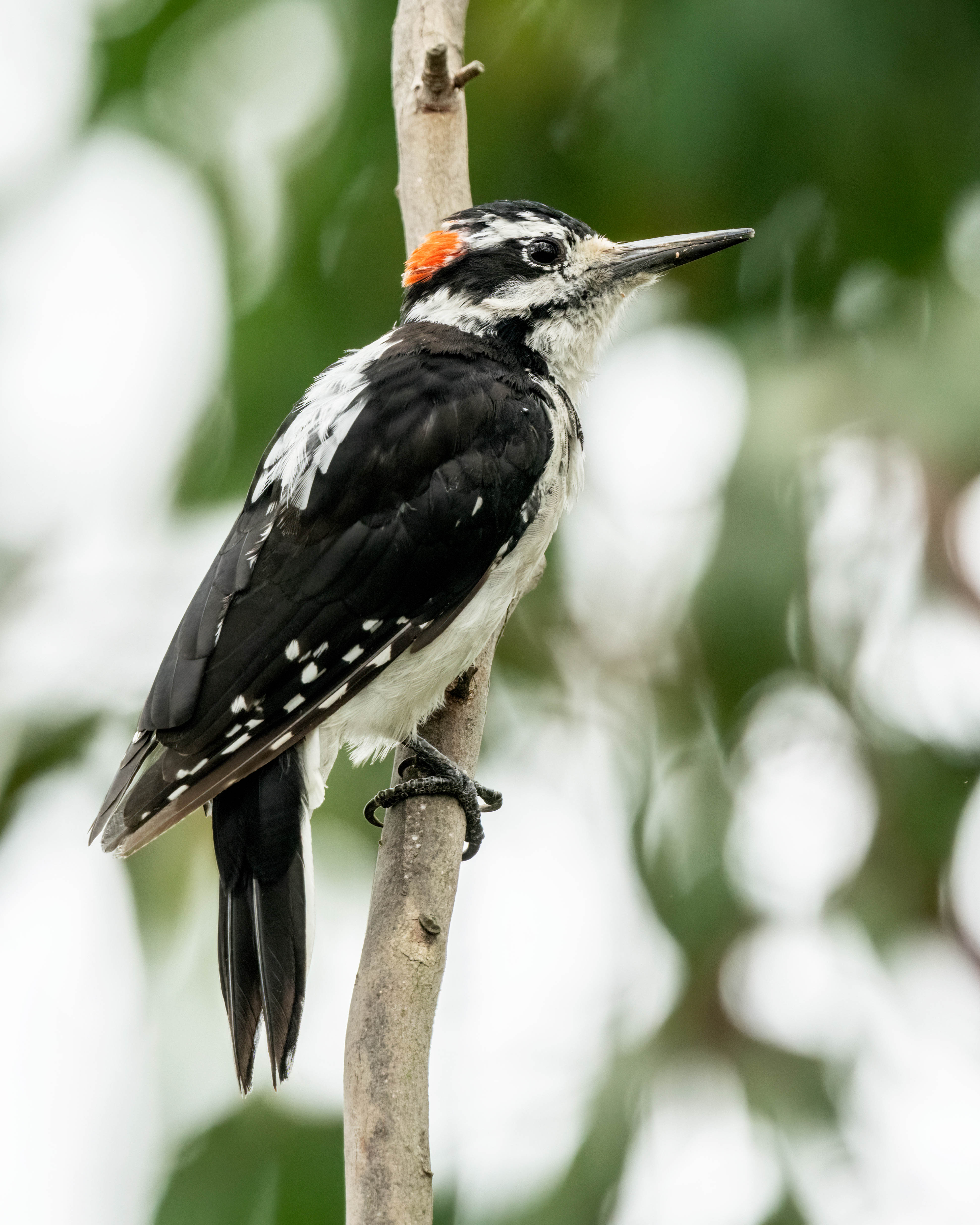
صور من نقار الخشب المشعر
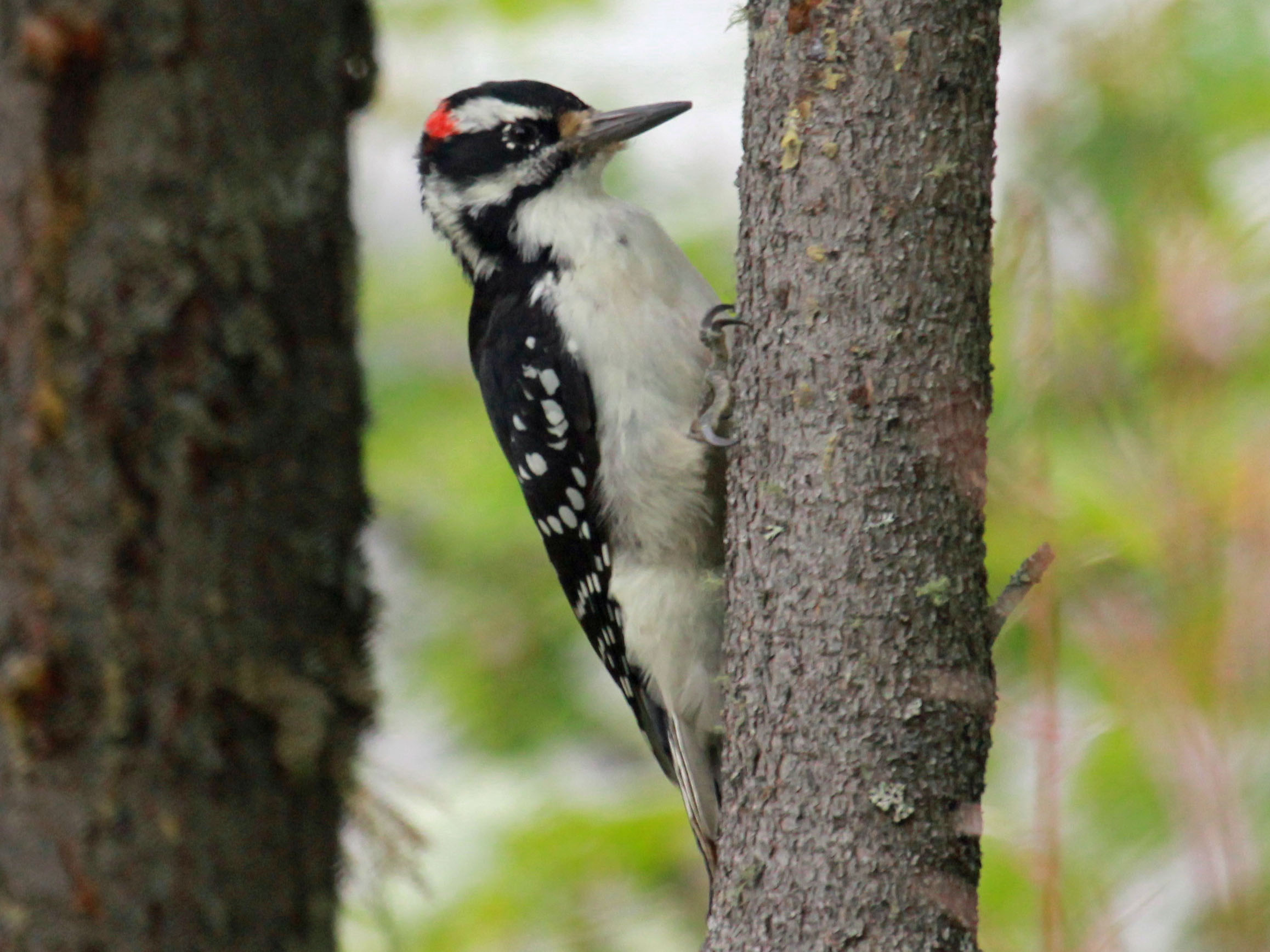
نقار خشب مشعر